# Йоанна Микова
Йоанна Микова е българска театрална и озвучаваща актриса и режисьор на дублажи.

## Биография
Родена е на 29 септември 1974 г. в София.
През 1996 г. завършва НАТФИЗ „Кръстю Сарафов“ със специалност „Актьорско майсторство за драматичен театър“ в класа на професор Пламен Марков.

### Актьорска кариера
В периода 1996 – 2000 г. играе в Драматичния театър „Никола Йонков Вапцаров“ във Благоевград.
От 2000 г. е част от Драматично-кукления театър „Константин Величков“ в град Пазарджик.

## Участия в театъра
Драматичния театър „Никола Йонков Вапцаров“
- Милкана в „Майстори“ от Рачо Стоянов, режисьор Бойко Богданов
- Елена Попова в „Мечка“ от Антон Чехов, режисьор Енчо Халачев
- Бонка в „Щръклица“
- Принцесата в „Принцесата и свинарят“ от Панчо Панчев, режисьор С. Поляков.

Драматично-куклен театър „Константин Величков“
- Варвара в „Бурята“ от Александър Островски, режисьор Владимир Александров
- Хермия в „Сън в лятна нощ“ от Уилям Шекспир, режисьор Владимир Александров
- Дора Болярова в „Музика от Шатровец“ от Константин Илиев, режисьор Маргарита Младенова
- Оливия в „Големите момичета не плачат“ от Нийл Саймън, режисьор Михаил Петров[5][6]
- Беззащитното създание в „Добрият доктор“ от Нийл Саймън, режисьор Здравко Митков
- Жанет в „Деветият ден“ от Венци Кулев, режисьор Владимир Александров
- Жанета в „Одисей пътува за Итака“ от Константин Илиев, режисьор Владимир Александров
- Мари в „Скъпо съкровище“ от Нийл Саймън, режисьор Михаил Петров[7]
- Скаути в „Пуканки“ от Нийл Саймън, режисьор Михаил Петров[8]
- Жената от „Телефонен звън от миналото“ от Анатолий Крим, режисьор Владимир Александров
- Хана в „Хотел Бевърли Хилс, Калифорния“ от Нийл Саймън, режисьор Михаил Петров[9]
- Луиз в „Досадникът“ от Франсис Вебер, режисьор Светослав Гагов[10]
- Феята в „Пепеляшка“ от Братя Грим, режисьор Венцислав Асенов
- „Самоубиецът“ от Николай Ердман, авторски спектакъл на Десислава Шпатова[11]
- „Госпожа Министершата“ от Бранислав Нушич, режисьор Боян Иванова[12]
- „Сватбата на дребния буржоа“ от Бертолт Брехт, режисьор Гаро Ашикян[13]
- „Чайка“ от Антон Чехов, режисьор Иван Добчев[14]

### Кариера на озвучаваща актриса
Микова се занимава активно с озвучаване на филми и сериали от средата на 2000-те години.
Работи като режисьор на дублажи в Доли Медия Студио. Едни от филмите, чиито синхронни дублажи е правила, са „Круд“, „Тайната на горските пазители“, „В света на динозаврите“, „Фъстъчета: Филмът“, „Щъркели“ и други.

## Личен живот
Има една сестра, Тония Микова (1968 – 2017), която е преводач от английски език.

## Филмография
- „Мен не ме мислете“ (2022) – Чиновничка